# Палмер, Грейс
Гре́йс Ма́на Мо́ррелл Па́лмер (англ. Grace Mana Morrell Palmer; род. 9 ноября 1994, Тай Тапу, Новая Зеландия) — новозеландская актриса, известная по роли Люси Рикман в сериале «Шортланд-стрит».

## Биография
Палмер родилась 9 ноября 1994 года в городке Тай Тапу в Новой Зеландии в семье телевизионных продюсеров Тони Палмера и Джанин Моррелл-Ганн.
После этого Палмер проходила обучение в колледже Святой Маргариты и занималась изучением театрального искусства, а потом переехала в Сидней в Австралию, чтобы посещать актёрские курсы и попутно подрабатывая в баре.

## Карьера
Актёрская карьера Палмер началась в 2014 году, когда она исполнила роль Моники Ву в шоу «Дома и в пути». В том же году она присоединилась к актёрскому касту сериала «Шортланд-стрит» в роли Люси Рикман и исполняла эту роль вплоть до своего ухода в 2017 году.
В 2018 году Палмер дебютировала в голливудском кино в фильме-катастрофе «Во власти стихии», в котором она исполнила второстепенную роль Деб.
В 2021 году Палмер приняла участие в музыкальном песенном телешоу «Маска», новозеландской адаптации популярного международного формата «The Masked Singer» в маске Опоссума и выбыла в шестом выпуске. Спустя 2 года, в 2023 году, Палмер снялась в американском ситкоме телеканала Fox «Контроль за животными» с Джоэлом Макхейлом в главной роли.

## Личная жизнь
Палмер жената на мужчине по имени Ра Джобе. Свадебная церемония прошла в Лас-Вегасе.

## Избранная фильмография
| Год          |   | Русское название      | Оригинальное название    | Роль           |
| ------------ | - | --------------------- | ------------------------ | -------------- |
| 2014         | с | Дома и в пути         | Home and Away            | Моника Ву      |
| 2014—2017    | с | Шортланд-стрит        | Shortland Street         | Люси Рикман    |
| 2018         | ф | Во власти стихии      | Adrift                   | Деб            |
| 2021         | с | Тайны Броукенвуда     | The Brokenwood Mysteries | Шери Кернан    |
| 2023 — н. в. | с | Контроль за животными | Animal Control           | Виктория Сэндс |